# Gli invisibili (film 2014)
Gli invisibili (Time Out of Mind) è un film del 2014 diretto da Oren Moverman.
Pellicola statunitense indipendente con il regista Moverman che firma anche il soggetto, insieme a Jeffrey Caine, e la sceneggiatura.

## Trama
George è un vagabondo in giro per le strade di New York, che tenta di ripristinare il rapporto con la figlia che è stato marginale per anni.

## Produzione
Le riprese del film iniziarono a marzo 2014, e durarono circa 20 giorni.

## Distribuzione
Il film è stato presentato al Toronto International Film Festival nel mese di settembre 2014. È stato presentato al Festival dei Giffoni, il 23 luglio 2014. Il film è stato distribuito dalla IFC films negli Stati Uniti d'America, il 9 settembre 2015, in maniera limitata.
In Italia è stato distribuito il 15 giugno 2016, in modo limitato da Lucky Red.
In occasione della campagna #HomelessZero, promossa da fio.PSD (Federazione italiana organismi per i senza dimora), il 14 marzo 2017 il film è stato proiettato in 24 città italiane, grazie alla collaborazione con la società di produzione e distribuzione Lucky Red che ha concesso le liberatorie per l’utilizzo della pellicola.

## Riconoscimenti
- 2014 - Toronto International Film Festival
  - International Critics' Award (FIPRESCI)